# Olbramovice (district de Benešov)
Pour les articles homonymes, voir Olbramovice.
Olbramovice (en allemand : Olbramowitz) est une commune du district de Benešov, dans la région de Bohême-Centrale, en Tchéquie. Sa population s'élevait à 1 287 habitants en 2020.

## Géographie
Olbramovice se trouve à 4 km au nord de Votice, à 13 km au sud-sud-ouest de Benešov et à 48 km au sud-sud-est de Prague.
La commune est limitée par Bystřice au nord et à l'est, par Votice au sud, et par Vrchotovy Janovice à l'ouest.

## Histoire
La première mention écrite de la localité date de 1352.

## Administration
La commune est divisée en 15 quartiers :
- Babice
- Dvůr Semtín
- Kochnov
- Křešice
- Mokřany
- Olbramovice Městečko
- Olbramovice Ves
- Podolí
- Radotín
- Semtín
- Semtínek
- Slavkov
- Tomice II
- Veselka
- Zahradnice